# Ільїчовка (Казахстан)
Ільїчо́вка (каз. Ильичёвка) — село у складі Тайиншинського району Північноказахстанської області Казахстану. Входить до складу Амандицького сільського округу, раніше було у складі ліквідованої Петровської сільської ради.
Населення — 446 осіб (2021; 527 у 2009, 632 у 1999, 580 у 1989).
Національний склад станом на 1989 рік:
- казахи — 27 %
- росіяни — 22 %.

До складу села було включене ліквідоване залізничне селище Чкалово.